# Borstel (Sülfeld)

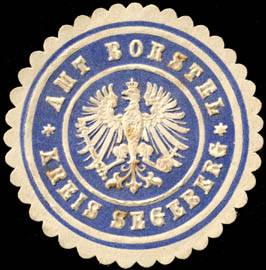
Siegelmarke Amt Borstel

Borstel ist seit 1927 ein Ortsteil der Gemeinde Sülfeld im Kreis Segeberg in Schleswig-Holstein.
Der Ort liegt 2 km nordwestlich vom Kernbereich von Sülfeld.
Die B 432 verläuft nordwestlich in 1 km Entfernung.
Das Naturschutzgebiet Nienwohlder Moor im Kreis Stormarn liegt südlich, 2 km entfernt.